# Viviers-du-Lac
Viviers-du-Lac ist eine französische Gemeinde mit 2282 Einwohnern (Stand 1. Januar 2022) im Département Savoie in der Region Auvergne-Rhône-Alpes. Sie gehört zum Arrondissement Chambéry und ist Mitglied im Gemeindeverband Communauté d’agglomération Grand Lac. Die Bewohner werden Vivierains und Vivieraines genannt.

## Geographie
Viviers-du-Lac liegt auf 262 m, nahe bei Aix-les-Bains, etwa neun Kilometer nördlich der Stadt Chambéry (Luftlinie). Das Dorf erstreckt sich im Nordwesten des Département Savoie, im Alpenvorland am Westfuß des Mont Revard, auf einem Höhenrücken südöstlich des Lac du Bourget.

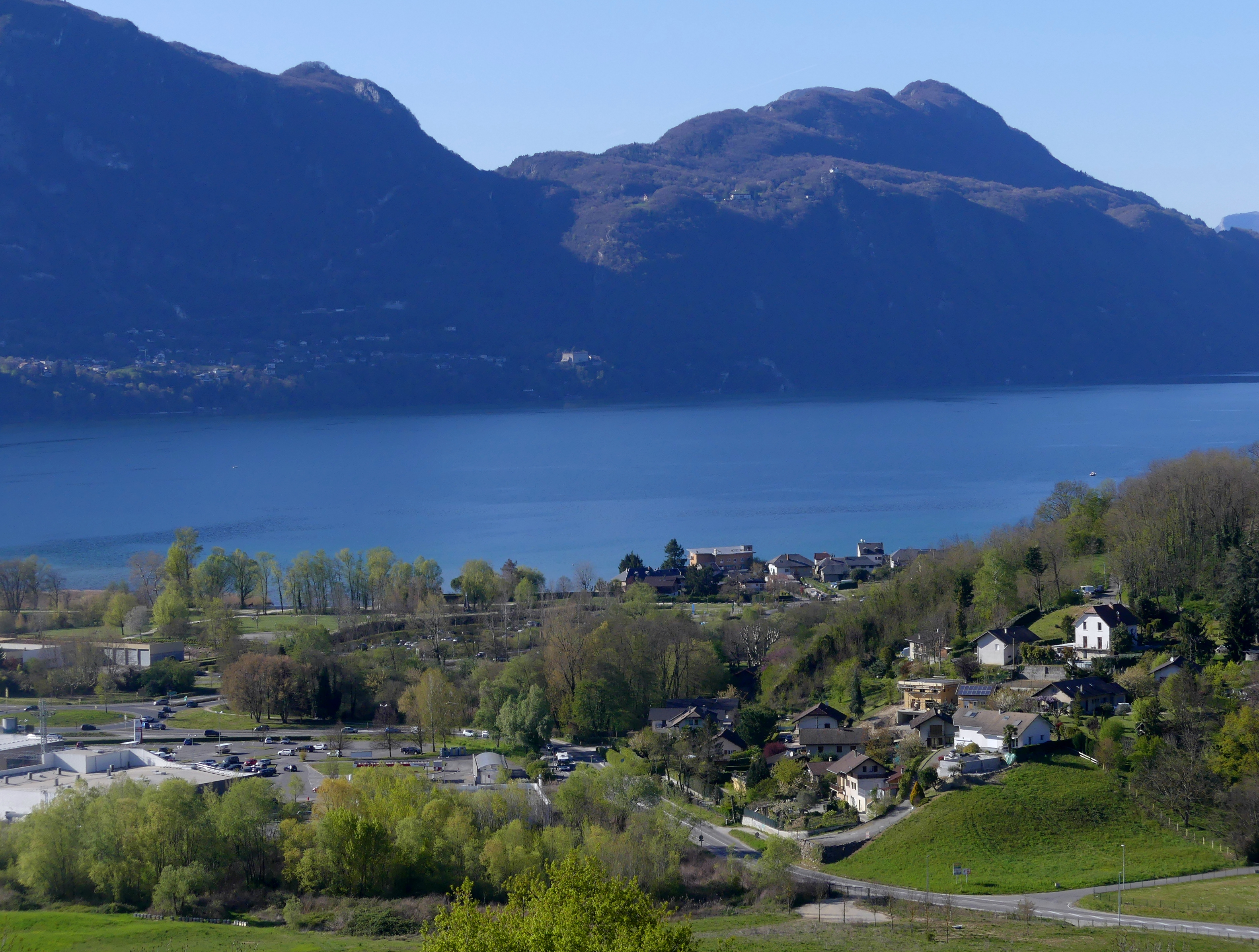
Blick auf Viviers-du-Lac am Südostufer des Lac du Bourget

Die Fläche des 3,94 km² großen Gemeindegebiets (ohne Seeanteil) umfasst einen Abschnitt am Südostufer des Lac du Bourget. Die Seeuferlinie beträgt rund anderthalb Kilometer und ist überwiegend flach ausgeprägt. Vom Seeufer erstreckt sich das Gemeindeareal ostwärts über den flachen Uferrandstreifen auf den Höhenrücken von Viviers, der parallel zum Lac du Bourget in Nord-Süd-Richtung orientiert ist. Auf dem Höhenrücken oberhalb von Voglans wird mit 389 m die höchste Erhebung von Viviers-du-Lac erreicht. Im Osten verläuft die Grenze entlang dem Bach Tillet, der über weite Strecken kanalisiert ist.
Zu Viviers-du-Lac gehört die Siedlung Le Viviers-Plage (235 m) am Ufer des Lac du Bourget. Nachbargemeinden von Viviers-du-Lac sind Tresserve im Norden, Aix-les-Bains im Nordwesten, Drumettaz-Clarafond und Méry Osten, Sonnaz und Voglans im Süden sowie Le Bourget-du-Lac im Westen.

## Geschichte
Das Gemeindegebiet von Viviers-du-Lac war bereits während der Römerzeit besiedelt, was aufgrund von Mauerfundamenten, Keramikfragmenten und Inschriften nachgewiesen werden konnte. Der Ortsname leitet sich vom französischen Wort vivier (Fischteich) her. Viviers-du-Lac wurde um 1100 erstmals als Ecclesia de Vivariis urkundlich erwähnt und war im Mittelalter im Besitz der Herrschaft Aix. Im Jahre 1956 wurde die Gemeinde von Le Viviers in Viviers-du-Lac umbenannt.

## Sehenswürdigkeiten
Die Pfarrkirche Saint-Vincent von Viviers-du-Lac wurde im 19. Jahrhundert im Stil der Neugotik erbaut.

## Bevölkerungsentwicklung
| Jahr                       | 1962 | 1968 | 1975 | 1982 | 1990 | 1999 | 2006 | 2020 |
| Einwohner                  | 669  | 711  | 775  | 971  | 1144 | 1491 | 1814 | 2286 |
| Quellen: Cassini und INSEE |      |      |      |      |      |      |      |      |

Mit 2282 Einwohnern (Stand 1. Januar 2022) gehört Viviers-du-Lac zu den kleineren Gemeinden des Département Savoie. Seit Beginn der 1960er Jahre wurde dank der attraktiven Wohnlage eine markante Bevölkerungszunahme verzeichnet. Seither hat sich die Einwohnerzahl mehr als verdreifacht.

## Wirtschaft und Infrastruktur
Viviers-du-Lac war bis ins 20. Jahrhundert hinein ein vorwiegend durch die Landwirtschaft und die Fischerei geprägtes Dorf. Daneben gibt es heute verschiedene Betriebe des Klein- und Mittelgewerbes. Gewerbezonen mit Dienstleistungsbetrieben und Einkaufsgeschäften entstanden entlang der Hauptstraße in der Talebene südlich des Lac du Bourget. Mittlerweile hat sich das Dorf zu einer Wohngemeinde gewandelt. Viele Erwerbstätige sind Wegpendler, die hauptsächlich im Raum Aix-les-Bains und Chambéry ihrer Arbeit nachgehen.
Die Ortschaft ist verkehrsmäßig gut erschlossen. Sie liegt oberhalb der Hauptstraße D1201 (ehemals N201), die von Chambéry entlang dem Ostufer des Lac du Bourget nach Aix-les-Bains führt. Weitere Straßenverbindungen bestehen mit Drumettaz-Clarafond, Méry, Voglans und Le Bourget-du-Lac. Der nächste Anschluss an die Autobahn A41 befindet sich in einer Entfernung von rund drei Kilometern. Viviers-du-Lac besitzt einen Bahnhof an der Bahnstrecke Culoz–Modane.